# Donimierz (województwo zachodniopomorskie)
Donimierz – osada w Polsce, położona w województwie zachodniopomorskim, w powiecie szczecineckim, w gminie Biały Bór. Wchodzi w skład sołectwa Brzeźnica.
W latach 1975–1998 osada należała do woj. koszalińskiego.